# ロータス・E20
ロータス・E20 (Lotus E20) は、ロータスF1が2012年のF1世界選手権参戦用に開発したフォーミュラ1カー。

## 概要
ロータス・ルノーGP改めロータスF1チームと改称しての最初のマシン。ベネトン時代から本拠地を置くイギリスのエンストン (Enstone) で20番目に作られたシャシー、という意味で「E20」と命名された。2012年2月5日、エンストンからインターネット中継で新車発表を行った。
前年のルノー・R31の特徴であった前方排気は廃止され、新レギュレーションに見合う位置に排気管が設置された。排気が中央寄りに流れるタイプだったが、シーズン終盤の第16戦韓国GPより流行のコアンダ・エキゾーストを投入した。最初のタイプはダウンフォースの増加と引き換えに馬力を損失していたが、第19戦アメリカGPよりアップグレード版を投入した。
ノーズは新レギュレーション対応の「ステップド・ノーズ」となったが、段差部分が目立たないように処理されている。扁平なノーズを採用するチームが多い中で、ロータスは細めのノーズを使用しており、第11戦ハンガリーGPではノーズ下面が丸く膨らんだタイプを投入した。
カラーリングはR31と同じく黒地に金のストライプ（往年のJPSカラー風）であるが、家庭用品メーカー大手のユニリーバがスポンサーとなり、同社のクリア（頭垢予防シャンプー）やレクソーナ（デオドラント）のブランドロゴが描かれた。他にマイクロソフトとも契約し、"Microsoft Dynamics"のロゴが追加された。

### リアクティブ・ライドハイト・サスペンション
開発中にはフロントサスペンションに車高調節システム（リアクティブ・ライドハイト）を採用する予定と報じられた。この装置は減速時にブレーキキャリパーの動きを利用して、アップライトのプッシュロッド接続部が伸びる。ブレーキング中のノーズダイブを防止するため、車高を低く設定することができ、ダウンフォースの獲得にメリットがある。また、アクティブサスペンションのような電子制御ユニットではなく、受動型（パッシブ）かつ機械式であるため合法であると見られた。
ロータスはFIAの確認を得ながら極秘に開発を続けており、この情報が伝わると他チームにも追随する動きが見られた。しかし、シーズン開幕前にFIAが見解を改め、可変空力装置の禁止規定に抵触すると判断したことで、システムの実戦投入はできなくなった。

### パッシブ・ダブルDRS

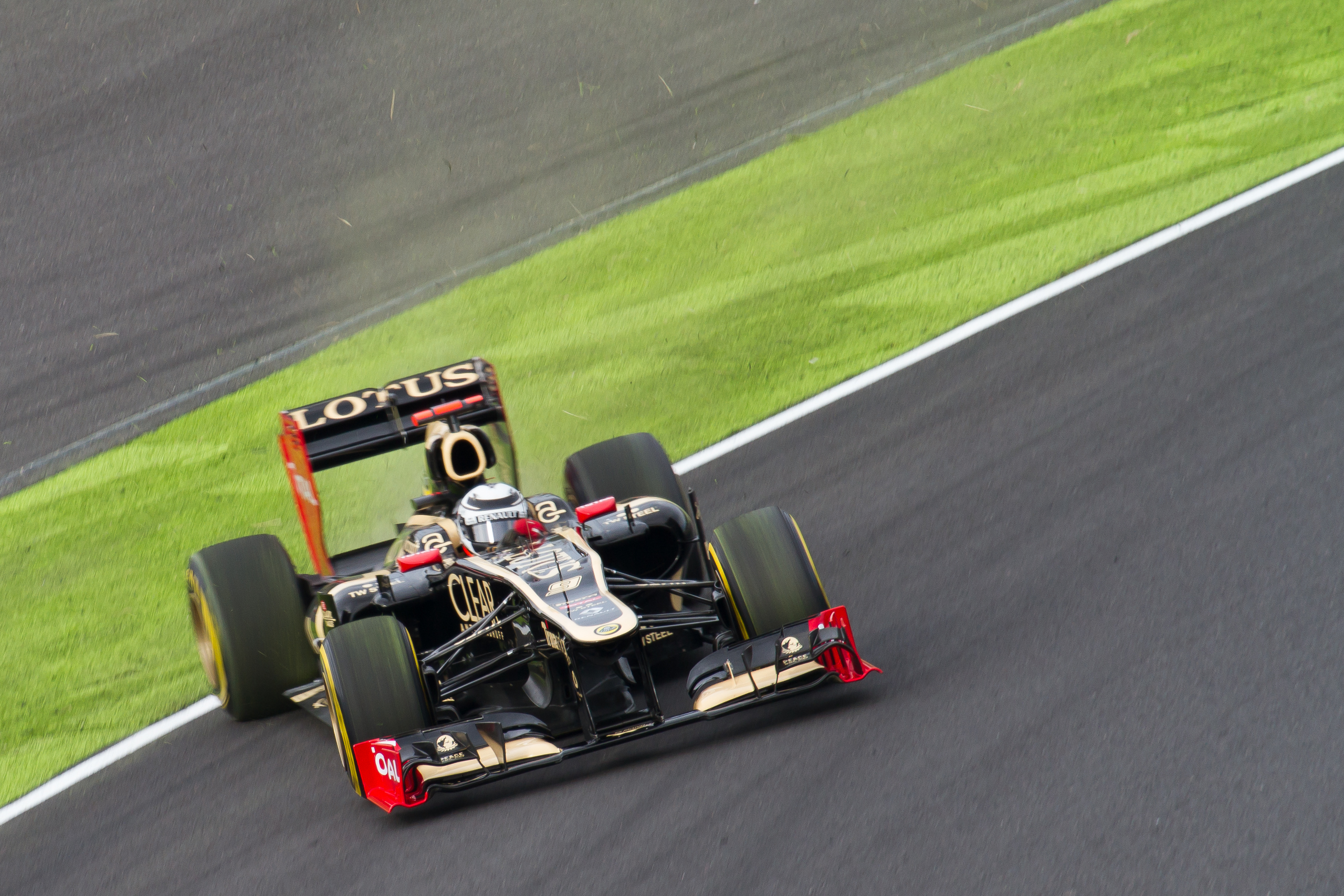
インダクションポッドの左右にダブルDRS用の穴が設けられている

ロータスはマシンの空気抵抗を減らすことを目的として、一種の空力デバイスであるダブルDRSをドイツGPからテストし始めた。このデバイスはメルセデスが2012年マシンに投入したフロントウィングで動作するダブルDRSからヒントを得たとされる (ただしロータスのダブルDRSはマシンのリアで動作し、受動的なシステムである。)。
概要としては、インダクションポッドの左右に1つずつ設けられた穴からラム圧を利用して空気を取り込み、それらをマシンの後方に高速で排出し低圧域を減らす、リアウィング周辺を伝う空気を失速させることによってマシンの空気抵抗を減らすという仕組みである。
詳細に説明すると、マシンに取り込まれた空気 (ラム圧のみを利用して空気を取り込むため、この空気の量はマシンの車速によって変化する) はマシン内のダクト中でラム圧、ベンチュリ効果などによって流速が上がり、そして2通りの経路でマシンのリアに排出される。一つ目の経路はロールフープのダクトを通じビームウィングへと向けられる。そこから高速の空気を排出することによってマシン周辺を伝う空気を引き寄せマシン後端を流れる空気の流速を上げる。二つ目はリアウィングのセンターピラーに設けられたダクトを通りリアウィング内へ到達、そしてリアウィングから放出されビームウィング上部へと向けられている。いずれの経路を通った空気もマシン後方の低圧域を削減する働きがある。
このような機能を持ったダブルDRSであったが、結局レースでは一度も使用されなかった。高速サーキットで威力を発揮するとされていたため、当初はまずベルギーGPで実戦投入されるのではないかと見られていたが、フリー走行で雨が降りダブルDRSのテストを十分に行うことができなかった。そのためロータスはベルギーでの投入を見送った。次にイタリアGPでの投入が予想されたが結局ここでも使用されなかった。理由はそもそもモンツァサーキットでは他のチームもドラッグを減らそうと低ダウンフォース仕様のセッティングをするため、そこでダブルDRSを使用してもあまり意味が無いからと予想された。ダブルDRSは2013年シーズンでは禁止されることが8月の時点で分かっていたがロータスはそれでも後半戦に向けて努力を続けていた。 (しかし実際には2013年シーズンではメルセデス方式のダブルDRSのみが非合法とされ、ロータスが開発した受動的なダブルDRSは合法となった。) その後も実戦投入を目指し日本GPのフリー走行などでテストされたが最終的にレースで使用されるまでには至らなかった。

## 2012年シーズン

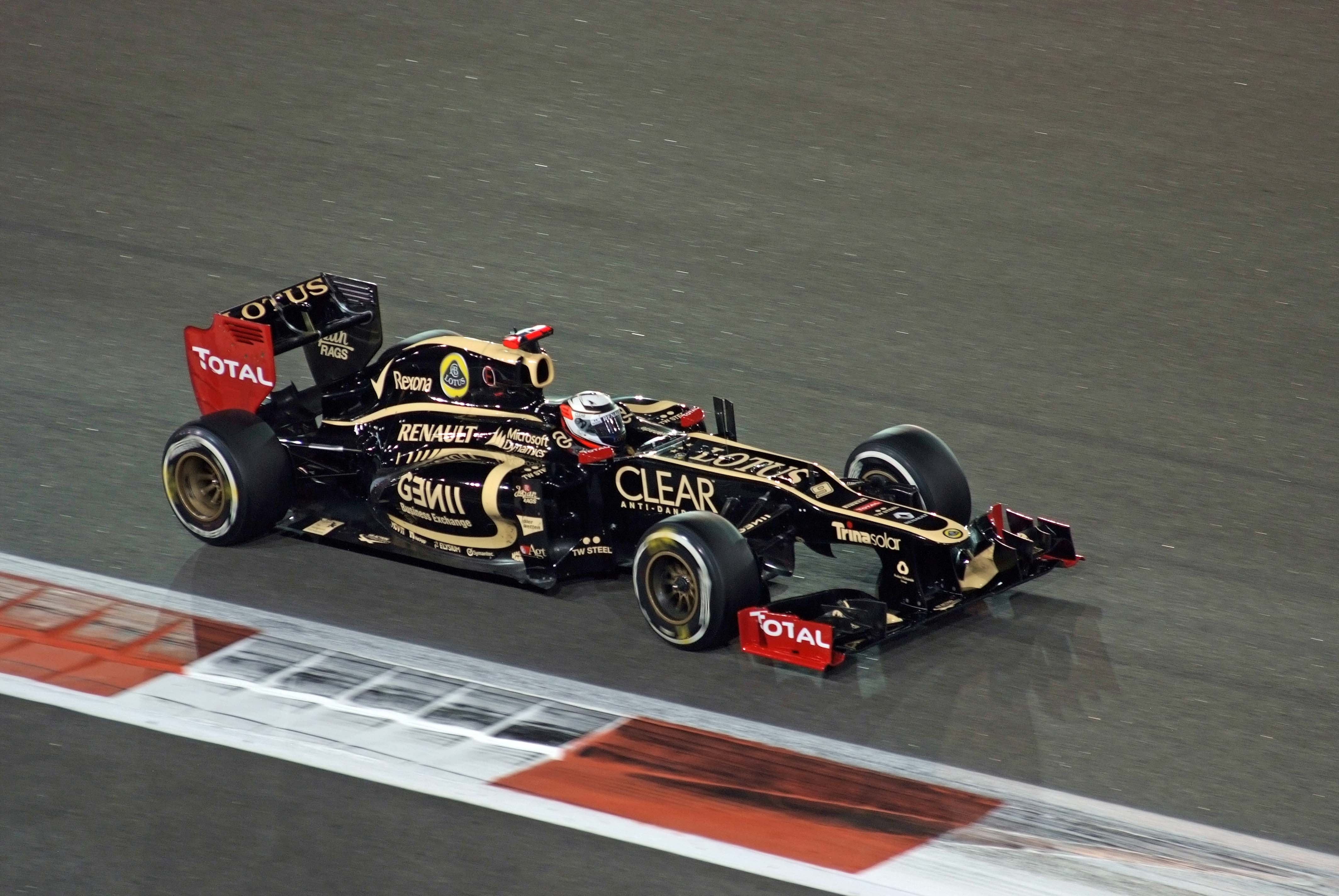
アブダビGPで優勝したライコネン

ドライバーは共に2009年以来のF1復帰となるキミ・ライコネンとロマン・グロージャン。2月のヘレステスト初日、ライコネンがトップタイムを記録。バルセロナテスト初日にはフロントサスペンションアームの取り付け部分に不具合が発覚し、残りの日程をキャンセルした。それでも、最後のテストでもトップタイムを連発し、優勝を狙えるマシンと期待された。
大混戦となったシーズン前半戦は度々優勝候補に挙げられたが、あと一歩及ばないレースが続いた。E20は予選のパフォーマンスや低温時のペースダウンが課題だった。ライコネンはパワーステアリングの感触に満足することができず、グロージャンは予選の好結果をスタート直後の接触でふいにすることが多かった。
終盤戦は表彰台圏外になることが増えたが、第18戦アブダビGPではライコネンが新生ロータスF1にとっての初勝利を獲得した。ライコネンは中国GP以外のレースでポイントを獲得し続け、ドライバーズランキング3位となった。グロージャンも表彰台を3度獲得し速さは見せたものの、決勝ではクラッシュが多く、イタリアGPでは前戦ベルギーGPでのクラッシュの原因を作ったとして出場停止となり、サードドライバーのジェローム・ダンブロシオがドライブした。コンストラクターズ部門はレッドブル、フェラーリ、マクラーレンに次ぐ4位となった。

## スペック

### シャーシ
- シャーシ名 E20
- シャーシ構造 カーボンファイバー/アルミニウムハニカム複合構造モノコック ルノーV8エンジン搭載（ストレスメンバー）
- サスペンション カーボンファイバー製 前プッシュロッド/後プルロッド トーションバー トップ&ボトム・ウィッシュボーン アルミニウム製アップライト
- ダンパー ペンスキー&マルチマチック
- ホイール O・Z
- ブレーキディスク・パッド・キャリパー APレーシング カーボンファイバー製ディスクブレーキ
- ブレーキマスターシリンダー APレーシング&ブレンボ
- タイヤ ピレリ P Zero
- ギアボックス 縦置き7速＋リバース1速 油圧式セミオートマチック（クイックシフト） チタニウム製ケーシング
- エレクトロニクス MES-マイクロソフト スタンダードECU
- KERS ルノー・スポールF1（バッテリー/モータージェネレーターユニット） マニエッティ・マレリ（ECU）

### サイズ
- 全長 5,038mm
- 全幅 1,800mm
- 全高 950mm
- 前トレッド 1,450mm
- 後トレッド 1,400mm
- 重量 冷却水、潤滑油、ドライバーを含めて640kg

### エンジン
- エンジン名 ルノー RS27-2012
- 気筒数・角度 V型8気筒・90度
- 排気量 2,400cc
- 最高回転数 18,000rpm（レギュレーション規定値）
- シリンダーブロック アルミニウム鋳造製
- バルブ数 32
- 重量 95kg
- 燃料タンク ATL(ケブラー強化ゴム)
- 燃料・潤滑油 トタル

## 記録
| 年   | No. | ドライバー   | 1   | 2   | 3   | 4   | 5   | 6   | 7   | 8   | 9   | 10  | 11  | 12  | 13  | 14  | 15  | 16  | 17  | 18  | 19  | 20  | ポイント | ランキング |
| 年   | No. | ドライバー   | AUS | MAL | CHN | BHR | ESP | MON | CAN | EUR | GBR | GER | HUN | BEL | ITA | SIN | JPN | KOR | IND | ABU | USA | BRA | ポイント | ランキング |
| ---- | --- | ------------ | --- | --- | --- | --- | --- | --- | --- | --- | --- | --- | --- | --- | --- | --- | --- | --- | --- | --- | --- | --- | -------- | ---------- |
| 2012 | 9   | ライコネン   | 7   | 5   | 14  | 2   | 3   | 9   | 8   | 2   | 5   | 3   | 2   | 3   | 5   | 6   | 6   | 5   | 7   | 1   | 6   | 10  | 303      | 4位        |
| 2012 | 10  | グロージャン | Ret | Ret | 6   | 3   | 4   | Ret | 2   | Ret | 6   | 18  | 3   | Ret | EX  | 7   | Ret | 7   | 9   | Ret | 7   | Ret | 303      | 4位        |
| 2012 | 10  | ダンブロシオ |     |     |     |     |     |     |     |     |     |     |     |     | 13  |     |     |     |     |     |     |     | 303      | 4位        |

- 太字はポールポジション、斜字はファステストラップ。(key)